# 潤芳
潤芳(1859年—?)，字澍田，祥佳氏，滿洲鑲白旗人，清朝政治人物、同進士出身。
光緒二十一年（1895年），参加光緒乙未科殿試，登進士三甲29名。同年五月，以主事分部学习。